# Cristina Grigoraș
Cristina Elena Grigoraș, född den 11 februari 1966 i Satu Mare, Rumänien, är en rumänsk gymnast.
Grigoraș tog OS-silver i lagmångkampen i samband med de olympiska gymnastiktävlingarna 1980 i Moskva.
Hon tog därefter OS-guld i samma gren i samband med de olympiska gymnastiktävlingarna 1984 i Los Angeles.